# I liga polska w koszykówce mężczyzn (2017/2018)
I liga polska w koszykówce mężczyzn 2017/2018 – rozgrywki drugiej w hierarchii – po Polskiej Lidze Koszykówki (PLK) – klasy męskich ligowych rozgrywek koszykarskich w Polsce.
Zmagania toczą się systemem kołowym, z fazą play-off oraz fazą play-out na zakończenie sezonu, a bierze w nich udział 17 drużyny. Ich triumfator uzyskuje prawo gry w PLK, zaś najsłabsze drużyny relegowane są do II ligi.
Zwycięzcą rozgrywek została drużyna Spójni Stargard, która pokonała w finale play-off Sokół Łańcut 3:0.

## Zespoły

### Prawo gry
Spośród zespołów występujących w I lidze w sezonie 2016/2017 do PLK awansowali zwycięzca rozgrywek Legia Warszawa, oraz GTK Gliwice, które wykupiło dziką kartę. Ponadto zgodnie z regulaminem rozgrywek prawo do gry utracili ACK UTH Rosa Radom, AZS AGH Kraków oraz Noteć Inowrocław, które odpadły w fazie play-out. Drużyna z Inowrocławia zachowała jednak prawo do gry dzięki wykupieniu za 40 tysięcy złotych dzikiej karty, natomiast drużyny z Radomia i Krakowa w sezonie 2017/18 zagrają w rozgrywkach II ligi.
Zespoły, które spadły z Polskiej Ligi Koszykówki w sezonie 2016/2017 i w sezonie 2017/2018 będą występować w I lidze to:
- Polfarmex Kutno oraz
- Siarka Tarnobrzeg.

Zespoły, które występowały w I lidze w sezonie 2016/2017 i zachowały prawo do gry w tych rozgrywkach w sezonie 2017/2018 to:
- Biofarm Basket Poznań,
- Enea Astoria Bydgoszcz,
- GKS Tychy,
- Jamalex Polonia 1912 Leszno
- Kotwica Kołobrzeg,
- KSK Noteć Inowrocław (dzika karta),
- Max Elekto Sokół Łańcut,
- meritumkredyt Pogoń Prudnik,
- MKS Znicz Basket Pruszków,
- SKK Siedlce,
- Spójnia Stargard,
- Zetkama Doral Nysa Kłodzko.

Ponadto prawo gry w I lidze w sezonie 2017/2018 uzyskały trzy drużyny z II ligi:
- R8 Basket AZS Politechnika Kraków (zwycięzca rozgrywek II ligi w sezonie 2016/2017)[6],
- WKS Śląsk Wrocław (finalista II ligi w sezonie 2016/17)[7],
- KK Warszawa (brązowy medalista II ligi w sezonie 2016/17)[8].

## System rozgrywek
Rozgrywki I ligi rozpoczęły się 23 września, kiedy to został rozegrany pierwszy mecz pierwszej kolejki.
Sezon 2017/2018 będzie składał się z dwóch etapów: sezonu zasadniczego oraz fazy play-off lub play-out.
W sezonie zasadniczym wszystkie zespoły będą rywalizowały ze sobą w systemie „każdy z każdym”, w którym każdy z klubów rozegra z każdym z pozostałych po 2 mecze ligowe. Po zakończeniu tej części rozgrywek 8 najwyżej sklasyfikowanych klubów przystąpi do fazy play-off. W ćwierćfinałach zmierzą się ze sobą drużyny, które w sezonie zasadniczym zajęły miejsca 1. i 8. (1. para), 2. i 7. (2. para), 3. i 6. (3. para) oraz 4. i 5. (4. para). Awans do półfinałów wywalczy w każdej z par zwycięzca 3 meczów, z kolei przegrani odpadną z dalszej rywalizacji i zostaną sklasyfikowani na miejscach 5–8 na podstawie miejsca zajętego w sezonie zasadniczym. W półfinałach rywalizować ze sobą będą zwycięzcy 1. i 4. pary ćwierćfinałowej oraz pary 2. i 3. Podobnie jak w ćwierćfinałach, również w półfinałach zwycięży klub, który wygra 3 spotkania. Drużyny, które tego dokonały zmierzą się ze sobą w finale, który toczył się będzie do wygrania przez któregoś z jego uczestników 3 meczów, a przegrani par półfinałowych zagrają ze sobą w meczu o trzecie miejsce, który rozegrany będzie do 2 zwycięstw.
Zespoły które zajmą miejsca 9-10 zakończą rozgrywki po sezonie zasadniczym.
W fazie play-out zmierzą się ze sobą drużyny, które w sezonie zasadniczym zajęły miejsca 11. i 16. (1 para), 12. i 15. (2 para) oraz 13. i 14. (3 para). Zwycięzcy 3 spotkań w każdej z par zajmą miejsca 11-13 na podstawie miejsca zajętego w sezonie zasadniczym, natomiast przegrani stracą prawo do gry w I lidze w sezonie 2018/19.
Zespół który zajmie 17. miejsce kończy rywalizację po sezonie zasadniczym oraz traci prawo do gry w I lidze w sezonie 2018/19.

## Sezon zasadniczy

### Tabela
awans do play-off,
     udział w play-out,
     spadek z ligi
| Lp. | Drużyna                                     | M  | Mecze | Mecze | Punkty | Punkty | Punkty | Punkty   | Pkt |
| Lp. | Drużyna                                     | M  | W     | P     | +      | -      | +/-    | Stosunek | Pkt |
| --- | ------------------------------------------- | -- | ----- | ----- | ------ | ------ | ------ | -------- | --- |
| 1.  | Spójnia Stargard                            | 32 | 28    | 4     | 2800   | 2426   | +374   | 1,1542   | 60  |
| 2.  | Jamalex Polonia 1912 Leszno                 | 32 | 25    | 7     | 2674   | 2292   | +382   | 1,1667   | 57  |
| 3.  | Sokół Łańcut                                | 32 | 24    | 8     | 2566   | 2404   | +162   | 1,0674   | 56  |
| 4.  | R8 Basket AZS Politechnika Kraków           | 32 | 22    | 10    | 2637   | 2398   | +239   | 1,0997   | 54  |
| 5.  | GKS Tychy                                   | 32 | 21    | 11    | 2838   | 2688   | +150   | 1,0558   | 53  |
| 6.  | Polfarmex Kutno                             | 32 | 21    | 11    | 2374   | 2175   | +199   | 1,0915   | 53  |
| 7.  | Elektrobud-Investment Znicz Basket Pruszków | 32 | 17    | 15    | 2515   | 2440   | +75    | 1,0307   | 49  |
| 8.  | Biofarm Basket Poznań                       | 32 | 17    | 15    | 2531   | 2459   | +72    | 1,0293   | 49  |
| 9.  | WKS Śląsk Wrocław                           | 32 | 15    | 17    | 2511   | 2521   | -10    | 0,9960   | 47  |
| 10. | Enea Astoria Bydgoszcz                      | 32 | 15    | 17    | 2617   | 2497   | +120   | 1,0481   | 47  |
| 11. | Energa Kotwica Kołobrzeg                    | 32 | 13    | 19    | 2391   | 2553   | -162   | 0,9365   | 45  |
| 12. | Siarka Tarnobrzeg                           | 32 | 12    | 20    | 2440   | 2572   | -132   | 0,9487   | 44  |
| 13. | Pogoń Prudnik                               | 32 | 11    | 21    | 2409   | 2624   | -215   | 0,9181   | 43  |
| 14. | Zetkama Doral Nysa Kłodzko                  | 32 | 10    | 22    | 2277   | 2491   | -214   | 0,9141   | 42  |
| 15. | SKK Siedlce                                 | 32 | 8     | 24    | 2403   | 2570   | -167   | 0,9350   | 40  |
| 16. | KK Warszawa                                 | 32 | 7     | 25    | 2222   | 2597   | -375   | 0,8556   | 39  |
| 17. | KSK Noteć Inowrocław                        | 32 | 6     | 26    | 2188   | 2686   | -498   | 0,8146   | 38  |

### Wyniki
| Gospodarz/Gość                              | POZ    | PRU    | BYD    | KOŁ    | TYC    | LES    | WAR   | INO    | PRU    | KUT   | KRA    | TAR    | SIE   | ŁAŃ    | STA    | WRO   | KŁO    |
| ------------------------------------------- | ------ | ------ | ------ | ------ | ------ | ------ | ----- | ------ | ------ | ----- | ------ | ------ | ----- | ------ | ------ | ----- | ------ |
| Biofarm Basket Poznań                       | —      | 72:82  | 83:62  | 85:81  | 87:93  | 71:68  | 86:82 | 57:61  | 88:89  | 72:64 | 77:83  | 84:71  | 86:72 | 86:75  | 72:74  | 77:82 | 73:43  |
| Elektrobud-Investment Znicz Basket Pruszków | 88:90  | —      | 85:69  | 88:81  | 92:71  | 76:68  | 80:46 | 89:52  | 71:72  | 55:86 | 62:64  | 84:75  | 80:71 | 83:73  | 79:103 | 81:82 | 63:61  |
| Enea Astoria Bydgoszcz                      | 69:68  | 75:82  | —      | 96:80  | 99:75  | 89:79  | 96:55 | 118:61 | 101:69 | 62:73 | 81:86  | 87:74  | 87:75 | 80:75  | 76:88  | 73:71 | 89:90  |
| Energa Kotwica Kołobrzeg                    | 49:69  | 67:80  | 83:80  | —      | 89:81  | 72:87  | 72:70 | 76:56  | 88:67  | 58:77 | 83:82  | 85:76  | 81:68 | 77:85  | 82:89  | 77:82 | 60:63  |
| GKS Tychy                                   | 95:91  | 104:97 | 103:94 | 99:75  | —      | 85:108 | 83:73 | 104:62 | 103:76 | 80:93 | 91:96  | 91:70  | 96:76 | 104:83 | 100:91 | 96:88 | 102:79 |
| Jamalex Polonia 1912 Leszno                 | 82:63  | 99:80  | 82:67  | 92:75  | 90:83  | —      | 96:65 | 84:67  | 81:65  | 73:62 | 79:68  | 97:61  | 94:87 | 79:49  | 76:67  | 61:79 | 79:57  |
| KK Warszawa                                 | 74:102 | 63:75  | 76:86  | 71:76  | 78:100 | 65:78  | —     | 73:85  | 94:76  | 66:80 | 72:103 | 72:91  | 69:79 | 78:71  | 83:95  | 56:72 | 79:67  |
| KSK Noteć Inowrocław                        | 84:88  | 65:91  | 61:98  | 73:89  | 72:78  | 58:102 | 65:63 | —      | 68:90  | 56:70 | 71:94  | 60:78  | 69:56 | 72:91  | 68:81  | 74:66 | 74:69  |
| Pogoń Prudnik                               | 93:97  | 67:83  | 83:90  | 92:65  | 86:91  | 63:75  | 77:63 | 81:74  | —      | 55:85 | 67:84  | 81:70  | 76:64 | 75:88  | 77:80  | 69:74 | 94:87  |
| Polfarmex Kutno                             | 72:76  | 95:88  | 65:63  | 100:84 | 64:79  | 73:69  | 62:25 | 76:61  | 74:59  | —     | 59:57  | 82:76  | 65:67 | 58:78  | 75:79  | 86:74 | 57:43  |
| R8 Basket AZS Politechnika Kraków           | 90:89  | 83:58  | 75:59  | 87:62  | 81:83  | 79:66  | 84:58 | 96:73  | 84:59  | 86:74 | —      | 72:88  | 76:62 | 66:86  | 71:88  | 93:75 | 103:86 |
| Siarka Tarnobrzeg                           | 79:76  | 85:78  | 77:68  | 75:86  | 72:81  | 74:94  | 66:80 | 77:70  | 84:78  | 61:86 | 77:87  | —      | 81:95 | 63:82  | 80:86  | 73:71 | 75:70  |
| SKK Siedlce                                 | 75:77  | 71:72  | 85:79  | 63:69  | 90:97  | 77:97  | 75:80 | 86:68  | 97:67  | 57:75 | 79:84  | 86:77  | —     | 78:91  | 93:96  | 78:83 | 71:58  |
| Sokół Łańcut                                | 83:70  | 87:81  | 81:71  | 76:62  | 81:74  | 81:77  | 85:71 | 92:77  | 79:71  | 78:57 | 84:66  | 85:81  | 85:83 | —      | 78:101 | 66:59 | 86:72  |
| Spójnia Stargard                            | 89:61  | 85:65  | 89:84  | 92:76  | 102:74 | 78:85  | 75:79 | 94:71  | 82:65  | 98:75 | 81:78  | 74:73  | 87:65 | 92:67  | —      | 72:69 | 91:61  |
| WKS Śląsk Wrocław                           | 92:87  | 82:81  | 89:71  | 73:74  | 94:86  | 86:96  | 89:53 | 89:76  | 98:100 | 57:79 | 77:89  | 73:100 | 84:63 | 65:85  | 94:100 | —     | 70:56  |
| Zetkama Doral Nysa Kłodzko                  | 63:71  | 76:66  | 79:98  | 79:57  | 59:56  | 70:81  | 70:90 | 90:84  | 62:70  | 83:75 | 92:90  | 71:80  | 84:59 | 75:80  | 74:96  | 88:72 | —      |

### Statystyki po sezonie zasadniczym

#### Liderzy statystyk indywidualnych według średniej
| Kategoria                  | Gracz             | Drużyna                                     | Wynik |
| -------------------------- | ----------------- | ------------------------------------------- | ----- |
| Punkty                     | Michael Hicks     | R8 Basket AZS Politechnika Kraków           | 19,66 |
| Zbiórki                    | Damian Cechniak   | Elektrobud-Investment Znicz Basket Pruszków | 8,97  |
| Asysty                     | Kamil Zywert      | Sokół Łańcut                                | 6,7   |
| Przechwyty                 | Paweł Dzierżak    | Energa Kotwica Kołobrzeg                    | 2,34  |
| Bloki                      | Adam Metelski     | Biofarm Basket Poznań                       | 1,65  |
| Straty                     | Marcin Dymała     | Spójnia Stargard                            | 3,52  |
| Faule                      | Mateusz Szwed     | Polfarmex Kutno                             | 3,83  |
| Czas gry                   | Jakub Stanios     | Siarka Tarnobrzeg                           | 38:30 |
| Skuteczność z gry          | Szymon Milczyński | Jamalex Polonia 1912 Leszno                 | 67,5% |
| Skuteczność rzutów wolnych | Marcin Kowalewski | GKS Tychy                                   | 92,7% |
| Skuteczność za 3           | Bartłomiej Ornoch | Elektrobud-Investment Znicz Basket Pruszków | 48,3% |
| Eval                       | Maciej Klima      | Sokół Łańcut                                | 19,9  |

#### Liderzy statystyk drużynowych według średniej
| Kategoria                    | Drużyna                           | Wynik |
| ---------------------------- | --------------------------------- | ----- |
| Punkty                       | GKS Tychy                         | 88,7  |
| Zbiórki                      | WKS Śląsk Wrocław                 | 41,8  |
| Asysty                       | R8 Basket AZS Politechnika Kraków | 19,8  |
| Przechwyty                   | Polfarmex Kutno                   | 10,4  |
| Bloki                        | Sokół Łańcut                      | 3,2   |
| Straty                       | SKK Siedlce                       | 17,3  |
| Skuteczność z gry            | Spójnia Stargard                  | 49,8% |
| Skuteczność z rzutów wolnych | GKS Tychy                         | 80,1% |
| Skuteczność za 3             | GKS Tychy                         | 36,8% |

### Nagrody
Nagrody przyznane zostały po głosowaniu trenerów wszystkich klubów występujących w lidze.
- Najbardziej wartościowy zawodnik sezonu: Hubert Pabian
- Najlepsza piątka sezonu: Dawid Bręk, Marek Zywert, Kamil Chanas, Filip Struski, Hubert Pabian
- Najlepszy trener: Łukasz Grudniewski
- Drużyna, której postawa była zaskoczeniem in plus: Elektrobud-Investment Znicz Basket Pruszków

## Faza play-off
|  |             |                                             |             |              |   |          |                             |          |  |  |       |       |       |
|  | Ćwierćfinał | Ćwierćfinał                                 | Ćwierćfinał |              |   | Półfinał | Półfinał                    | Półfinał |  |  | Finał | Finał | Finał |
|  | Ćwierćfinał | Ćwierćfinał                                 | Ćwierćfinał |              |   | Półfinał | Półfinał                    | Półfinał |  |  | Finał | Finał | Finał |
|  |             |                                             |             |              |   |          |                             |          |  |  |       |       |       |
|  |             |                                             |             |              |   |          |                             |          |  |  |       |       |       |
|  | 1           | Spójnia Stargard                            | 3           |              |   |          |                             |          |  |  |       |       |       |
|  | 1           | Spójnia Stargard                            | 3           |              |   |          |                             |          |  |  |       |       |       |
|  | 8           | Biofarm Basket Poznań                       | 1           |              |   |          |                             |          |  |  |       |       |       |
|  | 8           | Biofarm Basket Poznań                       | 1           |              |   | 1        | Spójnia Stargard            | 3        |  |  |       |       |       |
|  |             |                                             |             |              |   | 1        | Spójnia Stargard            | 3        |  |  |       |       |       |
|  |             |                                             | 5           | GKS Tychy    | 0 |          |                             |          |  |  |       |       |       |
|  | 4           | R8 Basket AZS Politechnika Kraków           | 5           | GKS Tychy    | 0 | 1        |                             |          |  |  |       |       |       |
|  | 4           | R8 Basket AZS Politechnika Kraków           |             |              |   |          |                             |          |  |  |       |       |       |
|  | 5           | GKS Tychy                                   | 3           |              |   |          |                             |          |  |  |       |       |       |
|  | 5           | GKS Tychy                                   | 3           |              |   | 1        | Spójnia Stargard            | 3        |  |  |       |       |       |
|  |             |                                             |             |              |   |          |                             |          |  |  |       |       |       |
|  |             |                                             | 3           | Sokół Łańcut | 0 |          |                             |          |  |  |       |       |       |
|  | 2           | Jamalex Polonia 1912 Leszno                 | 3           | Sokół Łańcut | 0 | 3        |                             |          |  |  |       |       |       |
|  | 2           | Jamalex Polonia 1912 Leszno                 |             |              |   |          |                             |          |  |  |       |       |       |
|  | 7           | Elektrobud-Investment Znicz Basket Pruszków | 1           |              |   |          |                             |          |  |  |       |       |       |
|  | 7           | Elektrobud-Investment Znicz Basket Pruszków | 1           |              |   | 2        | Jamalex Polonia 1912 Leszno | 1        |  |  |       |       |       |
|  |             |                                             |             |              |   | 2        | Jamalex Polonia 1912 Leszno | 1        |  |  |       |       |       |
|  |             |                                             | 3           | Sokół Łańcut | 3 |          |                             |          |  |  |       |       |       |
|  | 3           | Sokół Łańcut                                | 3           | Sokół Łańcut | 3 | 3        |                             |          |  |  |       |       |       |
|  | 3           | Sokół Łańcut                                |             |              |   |          |                             |          |  |  |       |       |       |
|  | 6           | Polfarmex Kutno                             | 1           |              |   |          |                             |          |  |  |       |       |       |
|  | 6           | Polfarmex Kutno                             | 1           |              |   |          |                             |          |  |  |       |       |       |

o 3. miejsce
|  |              |                             |         |
|  | O 3. miejsce |                             |         |
|  |              |                             |         |
|  |              |                             |         |
|  |              |                             |         |
|  | 5            | GKS Tychy                   | 1 (172) |
|  | 5            | GKS Tychy                   | 1 (172) |
|  | 2            | Jamalax 1912 Polonia Leszno | 1 (179) |
|  | 2            | Jamalax 1912 Polonia Leszno | 1 (179) |
|  |              |                             |         |

### Ćwierćfinały
| 14 kwietnia 2018 18:00 | Raport | Spójnia Stargard 86 – 73 Biofarm Basket Poznań  | Spójnia Stargard 86 – 73 Biofarm Basket Poznań | Spójnia Stargard 86 – 73 Biofarm Basket Poznań                    |  | Hala OSiR, Stargard Sędziowie: Janusz Kiełbiński, Tomasz Langowski, Michał Pietrakiewicz |
| 14 kwietnia 2018 18:00 | Raport | Rezultaty w kwartach: 17-24, 20-14, 26-9, 23-26 |                                                |                                                                   |  | Hala OSiR, Stargard Sędziowie: Janusz Kiełbiński, Tomasz Langowski, Michał Pietrakiewicz |
| 14 kwietnia 2018 18:00 | Raport | Pkt: Pabian 23 Zb: Pabian 8 As: Bręk 7          |                                                | Pkt: Fiszer, Kurpisz po 14 każdy Zb: Struski 15 As: Smorawiński 5 |  | Hala OSiR, Stargard Sędziowie: Janusz Kiełbiński, Tomasz Langowski, Michał Pietrakiewicz |

| 15 kwietnia 2018 18:00 | Raport | Spójnia Stargard 77 – 70 Biofarm Basket Poznań       | Spójnia Stargard 77 – 70 Biofarm Basket Poznań | Spójnia Stargard 77 – 70 Biofarm Basket Poznań |  | Hala OSiR, Stargard Sędziowie: Jacek Litawa, Błażej Rymarczyk, Maciej Krupiński |
| 15 kwietnia 2018 18:00 | Raport | Rezultaty w kwartach: 21-18, 14-16, 22-13, 20-23     |                                                |                                                |  | Hala OSiR, Stargard Sędziowie: Jacek Litawa, Błażej Rymarczyk, Maciej Krupiński |
| 15 kwietnia 2018 18:00 | Raport | Pkt: Bręk 24 Zb: Fraś, Pabian po 10 każdy As: Bręk 5 |                                                | Pkt: Struski 21 Zb: Struski 17 As: Fiszer 3    |  | Hala OSiR, Stargard Sędziowie: Jacek Litawa, Błażej Rymarczyk, Maciej Krupiński |

| 21 kwietnia 2018 17:00 | Raport | Biofarm Basket Poznań 87 – 76 Spójnia Stargard                     | Biofarm Basket Poznań 87 – 76 Spójnia Stargard | Biofarm Basket Poznań 87 – 76 Spójnia Stargard |  | CityZen, Poznań Widownia: 400 Sędziowie: Mateusz Skorek, Michał Pogon, Filip Marek |
| 21 kwietnia 2018 17:00 | Raport | Rezultaty w kwartach: 19-20, 21-15, 22-16, 25-25                   |                                                |                                                |  | CityZen, Poznań Widownia: 400 Sędziowie: Mateusz Skorek, Michał Pogon, Filip Marek |
| 21 kwietnia 2018 17:00 | Raport | Pkt: Struski 29 Zb: Struski 11 As: Tomaszewski, Wieloch po 3 każdy |                                                | Pkt: Dymała 27 Zb: Wilczek 11 As: Bręk 5       |  | CityZen, Poznań Widownia: 400 Sędziowie: Mateusz Skorek, Michał Pogon, Filip Marek |

| 22 kwietnia 2018 17:00 | Raport | Biofarm Basket Poznań 79 – 92 Spójnia Stargard   | Biofarm Basket Poznań 79 – 92 Spójnia Stargard | Biofarm Basket Poznań 79 – 92 Spójnia Stargard |  | CityZen, Poznań Widownia: 250 Sędziowie: Marek Czernek, Arkadiusz Wojna, Rafał Zuchowicz |
| 22 kwietnia 2018 17:00 | Raport | Rezultaty w kwartach: 25-18, 19-16, 15-33, 20-25 |                                                |                                                |  | CityZen, Poznań Widownia: 250 Sędziowie: Marek Czernek, Arkadiusz Wojna, Rafał Zuchowicz |
| 22 kwietnia 2018 17:00 | Raport | Pkt: Wieloch 14 Zb: Struski 6 As: Wieloch 5      |                                                | Pkt: Pabian 26 Zb: Fraś 10 As: Fraś 7          |  | CityZen, Poznań Widownia: 250 Sędziowie: Marek Czernek, Arkadiusz Wojna, Rafał Zuchowicz |
| 22 kwietnia 2018 17:00 | Raport | Spójnia Stargard wygrywa serię 3-1.              |                                                |                                                |  | CityZen, Poznań Widownia: 250 Sędziowie: Marek Czernek, Arkadiusz Wojna, Rafał Zuchowicz |

| 14 kwietnia 2018 17:00 | Raport | R8 Basket AZS Politechnika Kraków 91 – 85 GKS Tychy | R8 Basket AZS Politechnika Kraków 91 – 85 GKS Tychy | R8 Basket AZS Politechnika Kraków 91 – 85 GKS Tychy              |  | Hala AWF, Kraków Widownia: 400 Sędziowie: Damian Myszka, Mirosław Wysocki, Rafał Zuchowicz |
| 14 kwietnia 2018 17:00 | Raport | Rezultaty w kwartach: 30-13, 15-29, 30-18, 16-25    |                                                     |                                                                  |  | Hala AWF, Kraków Widownia: 400 Sędziowie: Damian Myszka, Mirosław Wysocki, Rafał Zuchowicz |
| 14 kwietnia 2018 17:00 | Raport | Pkt: Dłuski 19 Zb: Pełka 10 As: Nowakowski 8        |                                                     | Pkt: Małgorzaciak 25 Zb: Kulon, Słupiński po 9 każdy As: Kulon 7 |  | Hala AWF, Kraków Widownia: 400 Sędziowie: Damian Myszka, Mirosław Wysocki, Rafał Zuchowicz |

| 15 kwietnia 2018 17:00 | Raport | R8 Basket AZS Politechnika Kraków 90 – 94 GKS Tychy | R8 Basket AZS Politechnika Kraków 90 – 94 GKS Tychy | R8 Basket AZS Politechnika Kraków 90 – 94 GKS Tychy |  | Hala AWF, Kraków Widownia: 300 Sędziowie: Grzegorz Dziopak, Damian Kuziora, Michał Szybisty |
| 15 kwietnia 2018 17:00 | Raport | Rezultaty w kwartach: 28-27, 13-24, 22-16, 27-27    |                                                     |                                                     |  | Hala AWF, Kraków Widownia: 300 Sędziowie: Grzegorz Dziopak, Damian Kuziora, Michał Szybisty |
| 15 kwietnia 2018 17:00 | Raport | Pkt: Hicks 22 Zb: Pełka 12 As: Nowakowski 9         |                                                     | Pkt: Kowalewski 23 Zb: Kowalewski 6 As: Kulon 8     |  | Hala AWF, Kraków Widownia: 300 Sędziowie: Grzegorz Dziopak, Damian Kuziora, Michał Szybisty |

| 21 kwietnia 2018 18:00 | Raport | GKS Tychy 103 – 93 R8 Basket AZS Politechnika Kraków | GKS Tychy 103 – 93 R8 Basket AZS Politechnika Kraków | GKS Tychy 103 – 93 R8 Basket AZS Politechnika Kraków         |  | Hala widowiskowo-sportowa, Tychy Widownia: 200 Sędziowie: Radosław Szagun, Błażej Rymarczyk, Marcin Olejnik |
| 21 kwietnia 2018 18:00 | Raport | Rezultaty w kwartach: 26-23, 24-25, 21-24, 32-21     |                                                      |                                                              |  | Hala widowiskowo-sportowa, Tychy Widownia: 200 Sędziowie: Radosław Szagun, Błażej Rymarczyk, Marcin Olejnik |
| 21 kwietnia 2018 18:00 | Raport | Pkt: Jankowski 22 Zb: Słupiński 9 As: Szymczak 7     |                                                      | Pkt: Dłuski 24 Zb: Dłuski 7 As: Baran, Nowakowski po 4 każdy |  | Hala widowiskowo-sportowa, Tychy Widownia: 200 Sędziowie: Radosław Szagun, Błażej Rymarczyk, Marcin Olejnik |

| 22 kwietnia 2018 18:00 | Raport | GKS Tychy 113 – 105 R8 Basket AZS Politechnika Kraków | GKS Tychy 113 – 105 R8 Basket AZS Politechnika Kraków | GKS Tychy 113 – 105 R8 Basket AZS Politechnika Kraków |  | Hala widowiskowo-sportowa, Tychy Widownia: 400 Sędziowie: Dariusz Nejman, Jacek Litawa, Maciej Krupiński |
| 22 kwietnia 2018 18:00 | Raport | Rezultaty w kwartach: 29-24, 27-30, 25-27, 32-24      |                                                       |                                                       |  | Hala widowiskowo-sportowa, Tychy Widownia: 400 Sędziowie: Dariusz Nejman, Jacek Litawa, Maciej Krupiński |
| 22 kwietnia 2018 18:00 | Raport | Pkt: Szymczak 35 Zb: Słupiński 8 As: Kowalewski 5     |                                                       | Pkt: Hicks 32 Zb: Hajrić 6 As: Nowakowski 6           |  | Hala widowiskowo-sportowa, Tychy Widownia: 400 Sędziowie: Dariusz Nejman, Jacek Litawa, Maciej Krupiński |
| 22 kwietnia 2018 18:00 | Raport | GKS Tychy wygrywa serię 3-1.                          |                                                       |                                                       |  | Hala widowiskowo-sportowa, Tychy Widownia: 400 Sędziowie: Dariusz Nejman, Jacek Litawa, Maciej Krupiński |

| 14 kwietnia 2018 18:30 | Raport | Jamalex Polonia 1912 Leszno 81 – 65 Elektrobud-Investment Znicz Basket Pruszków | Jamalex Polonia 1912 Leszno 81 – 65 Elektrobud-Investment Znicz Basket Pruszków | Jamalex Polonia 1912 Leszno 81 – 65 Elektrobud-Investment Znicz Basket Pruszków |  | Trapez, Leszno Sędziowie: Marek Januszonek, Jacek Dolski, Cezary Kurowski |
| 14 kwietnia 2018 18:30 | Raport | Rezultaty w kwartach: 21-24, 15-18, 25-12, 20-11                                |                                                                                 |                                                                                 |  | Trapez, Leszno Sędziowie: Marek Januszonek, Jacek Dolski, Cezary Kurowski |
| 14 kwietnia 2018 18:30 | Raport | Pkt: Kaczmarzyk 20 Zb: Milczyński 6 As: Kobel 11                                |                                                                                 | Pkt: Jarmakowicz 15 Zb: Jarmakowicz 8 As: Kordalski 9                           |  | Trapez, Leszno Sędziowie: Marek Januszonek, Jacek Dolski, Cezary Kurowski |

| 15 kwietnia 2018 16:00 | Raport | Jamalex Polonia 1912 Leszno 60 – 71 Elektrobud-Investment Znicz Basket Pruszków | Jamalex Polonia 1912 Leszno 60 – 71 Elektrobud-Investment Znicz Basket Pruszków | Jamalex Polonia 1912 Leszno 60 – 71 Elektrobud-Investment Znicz Basket Pruszków | OT | Trapez, Leszno Sędziowie: Dariusz Nejman, Michał Trypuć, Grzegorz Szeremeta |
| 15 kwietnia 2018 16:00 | Raport | Rezultaty w kwartach: 8-12, 8-17, 24-12, 16-15 OT: 4-15                         |                                                                                 |                                                                                 | OT | Trapez, Leszno Sędziowie: Dariusz Nejman, Michał Trypuć, Grzegorz Szeremeta |
| 15 kwietnia 2018 16:00 | Raport | Pkt: Chanas 19 Zb: Kaczmarzyk 8 As: Kobel 13                                    |                                                                                 | Pkt: Cechniak 22 Zb: Cechniak 21 As: Stopierzyński 4                            | OT | Trapez, Leszno Sędziowie: Dariusz Nejman, Michał Trypuć, Grzegorz Szeremeta |

| 21 kwietnia 2018 18:00 | Raport | Elektrobud-Investment Znicz Basket Pruszków 65 – 73 Jamalex Polonia 1912 Leszno | Elektrobud-Investment Znicz Basket Pruszków 65 – 73 Jamalex Polonia 1912 Leszno | Elektrobud-Investment Znicz Basket Pruszków 65 – 73 Jamalex Polonia 1912 Leszno |  | Hala Znicz, Pruszków Widownia: 500 Sędziowie: Marcin Gawron, Robert Klukowski, Tomasz Sawicki |
| 21 kwietnia 2018 18:00 | Raport | Rezultaty w kwartach: 17-12, 24-18, 10-30, 14-13                                |                                                                                 |                                                                                 |  | Hala Znicz, Pruszków Widownia: 500 Sędziowie: Marcin Gawron, Robert Klukowski, Tomasz Sawicki |
| 21 kwietnia 2018 18:00 | Raport | Pkt: Cetnar 13 Zb: Cechniak 8 As: Kordalski 4                                   |                                                                                 | Pkt: Kobel 17 Zb: Milczyński 8 As: Kobel, Sirijatowicz po 3 każdy               |  | Hala Znicz, Pruszków Widownia: 500 Sędziowie: Marcin Gawron, Robert Klukowski, Tomasz Sawicki |

| 22 kwietnia 2018 17:00 | Raport | Elektrobud-Investment Znicz Basket Pruszków 60 – 66 Jamalex Polonia 1912 Leszno | Elektrobud-Investment Znicz Basket Pruszków 60 – 66 Jamalex Polonia 1912 Leszno | Elektrobud-Investment Znicz Basket Pruszków 60 – 66 Jamalex Polonia 1912 Leszno |  | Hala Znicz, Pruszków Widownia: 350 Sędziowie: Grzegorz Dziopak, Jacek Dolski, Cezary Kurowski |
| 22 kwietnia 2018 17:00 | Raport | Rezultaty w kwartach: 16-21, 18-16, 16-18, 10-11                                |                                                                                 |                                                                                 |  | Hala Znicz, Pruszków Widownia: 350 Sędziowie: Grzegorz Dziopak, Jacek Dolski, Cezary Kurowski |
| 22 kwietnia 2018 17:00 | Raport | Pkt: Kordalski 15 Zb: Kordalski 10 As: Kordalski 4                              |                                                                                 | Pkt: Chanas 14 Zb: Wrona 10 As: Kobel, Sirijatowicz po 4 każdy                  |  | Hala Znicz, Pruszków Widownia: 350 Sędziowie: Grzegorz Dziopak, Jacek Dolski, Cezary Kurowski |
| 22 kwietnia 2018 17:00 | Raport | Jamalex Polonia 1912 Leszno wygrywa serię 3-1.                                  |                                                                                 |                                                                                 |  | Hala Znicz, Pruszków Widownia: 350 Sędziowie: Grzegorz Dziopak, Jacek Dolski, Cezary Kurowski |

| 14 kwietnia 2018 17:30 | Raport | Sokół Łańcut 73 – 66 Polfarmex Kutno                                | Sokół Łańcut 73 – 66 Polfarmex Kutno | Sokół Łańcut 73 – 66 Polfarmex Kutno     |  | Hala MOSiR, Łańcut Widownia: 500 Sędziowie: Marek Czernek, Arkadiusz Wojna, Paweł Pacek |
| 14 kwietnia 2018 17:30 | Raport | Rezultaty w kwartach: 19-14, 12-8, 22-18, 20-26                     |                                      |                                          |  | Hala MOSiR, Łańcut Widownia: 500 Sędziowie: Marek Czernek, Arkadiusz Wojna, Paweł Pacek |
| 14 kwietnia 2018 17:30 | Raport | Pkt: Kulikowski 17 Zb: Klima, Kulikowski po 8 każdy As: K. Zywert 9 |                                      | Pkt: Sobczak 13 Zb: Szwed 9 As: Janiak 5 |  | Hala MOSiR, Łańcut Widownia: 500 Sędziowie: Marek Czernek, Arkadiusz Wojna, Paweł Pacek |

| 15 kwietnia 2018 17:30 | Raport | Sokół Łańcut 71 – 65 Polfarmex Kutno            | Sokół Łańcut 71 – 65 Polfarmex Kutno | Sokół Łańcut 71 – 65 Polfarmex Kutno       |  | Hala MOSiR, Łańcut Widownia: 420 Sędziowie: Adam Krasuski, Paweł Baran, Mateusz Skorek |
| 15 kwietnia 2018 17:30 | Raport | Rezultaty w kwartach: 20-18, 18-21, 15-9, 18-17 |                                      |                                            |  | Hala MOSiR, Łańcut Widownia: 420 Sędziowie: Adam Krasuski, Paweł Baran, Mateusz Skorek |
| 15 kwietnia 2018 17:30 | Raport | Pkt: M. Zywert 22 Zb: K. Zywert 7 As: Karolak 4 |                                      | Pkt: Sobczak 16 Zb: Zębski 12 As: Janiak 4 |  | Hala MOSiR, Łańcut Widownia: 420 Sędziowie: Adam Krasuski, Paweł Baran, Mateusz Skorek |

| 21 kwietnia 2018 17:30 | Raport | Polfarmex Kutno 73 – 66 Sokół Łańcut                         | Polfarmex Kutno 73 – 66 Sokół Łańcut | Polfarmex Kutno 73 – 66 Sokół Łańcut                             |  | Hala Sportowa SP nr 9, Kutno Widownia: 440 Sędziowie: Tomasz Langowski, Michał Pietrakiewicz, Tomasz Konopacki |
| 21 kwietnia 2018 17:30 | Raport | Rezultaty w kwartach: 18-12, 22-18, 14-15, 19-21             |                                      |                                                                  |  | Hala Sportowa SP nr 9, Kutno Widownia: 440 Sędziowie: Tomasz Langowski, Michał Pietrakiewicz, Tomasz Konopacki |
| 21 kwietnia 2018 17:30 | Raport | Pkt: Majewski 15 Zb: Szwed 11 As: Janiak, Sobczak po 4 każdy |                                      | Pkt: Karolak 17 Zb: Klima, Kulikowski po 7 każdy As: K. Zywert 6 |  | Hala Sportowa SP nr 9, Kutno Widownia: 440 Sędziowie: Tomasz Langowski, Michał Pietrakiewicz, Tomasz Konopacki |

| 22 kwietnia 2018 17:30 | Raport | Polfarmex Kutno 76 – 82 Sokół Łańcut             | Polfarmex Kutno 76 – 82 Sokół Łańcut | Polfarmex Kutno 76 – 82 Sokół Łańcut                 |  | Hala Sportowa SP nr 9, Kutno Widownia: 645 Sędziowie: Janusz Kiełbiński, Michał Trypuć, Grzegorz Łata |
| 22 kwietnia 2018 17:30 | Raport | Rezultaty w kwartach: 18-21, 22-27, 10-15, 26-19 |                                      |                                                      |  | Hala Sportowa SP nr 9, Kutno Widownia: 645 Sędziowie: Janusz Kiełbiński, Michał Trypuć, Grzegorz Łata |
| 22 kwietnia 2018 17:30 | Raport | Pkt: Sobczak 16 Zb: Zębski 11 As: Sobczak 5      |                                      | Pkt: M. Zywert 22 Zb: Kulikowski 14 As: K. Zywert 11 |  | Hala Sportowa SP nr 9, Kutno Widownia: 645 Sędziowie: Janusz Kiełbiński, Michał Trypuć, Grzegorz Łata |
| 22 kwietnia 2018 17:30 | Raport | Sokół Łańcut wygrywa serię 3-1.                  |                                      |                                                      |  | Hala Sportowa SP nr 9, Kutno Widownia: 645 Sędziowie: Janusz Kiełbiński, Michał Trypuć, Grzegorz Łata |

### Półfinały
| 28 kwietnia 2018 18:00 | Raport | Spójnia Stargard 85 – 61 GKS Tychy                       | Spójnia Stargard 85 – 61 GKS Tychy | Spójnia Stargard 85 – 61 GKS Tychy                           |  | Hala OSiR, Stargard Sędziowie: Janusz Kiełbiński, Jacek Litawa, Maciej Krupiński |
| 28 kwietnia 2018 18:00 | Raport | Rezultaty w kwartach: 15-22, 23-15, 29-19, 18-5          |                                    |                                                              |  | Hala OSiR, Stargard Sędziowie: Janusz Kiełbiński, Jacek Litawa, Maciej Krupiński |
| 28 kwietnia 2018 18:00 | Raport | Pkt: Pabian 24 Zb: Pabian 17 As: Bręk, Dymała po 7 każdy |                                    | Pkt: Kulon 13 Zb: Słupiński, Szymczak po 6 każdy As: Kulon 4 |  | Hala OSiR, Stargard Sędziowie: Janusz Kiełbiński, Jacek Litawa, Maciej Krupiński |

| 29 kwietnia 2018 18:00 | Raport | Spójnia Stargard 93 – 77 GKS Tychy               | Spójnia Stargard 93 – 77 GKS Tychy | Spójnia Stargard 93 – 77 GKS Tychy                 |  | Hala OSiR, Stargard Sędziowie: Dariusz Nejman, Tomasz Langowski, Marcin Gawron |
| 29 kwietnia 2018 18:00 | Raport | Rezultaty w kwartach: 27-25, 22-13, 19-17, 25-22 |                                    |                                                    |  | Hala OSiR, Stargard Sędziowie: Dariusz Nejman, Tomasz Langowski, Marcin Gawron |
| 29 kwietnia 2018 18:00 | Raport | Pkt: Dymała 19 Zb: Wilczek 6 As: Czujkowski 9    |                                    | Pkt: Słupiński 18 Zb: Kowalewski 5 As: Jankowski 4 |  | Hala OSiR, Stargard Sędziowie: Dariusz Nejman, Tomasz Langowski, Marcin Gawron |

| 5 maja 2018 18:00 | Raport | GKS Tychy 122 – 126 Spójnia Stargard                              | GKS Tychy 122 – 126 Spójnia Stargard | GKS Tychy 122 – 126 Spójnia Stargard                     | 2OT | Hala widowiskowo-sportowa, Tychy Widownia: 450 Sędziowie: Grzegorz Dziopak, Damian Kuziora, Michał Szybisty |
| 5 maja 2018 18:00 | Raport | Rezultaty w kwartach: 21-21, 31-25, 20-30, 23-19 OT: 16-16, 11-15 |                                      |                                                          | 2OT | Hala widowiskowo-sportowa, Tychy Widownia: 450 Sędziowie: Grzegorz Dziopak, Damian Kuziora, Michał Szybisty |
| 5 maja 2018 18:00 | Raport | Pkt: Kulon 24 Zb: Jankowski 7 As: Kulon 11                        |                                      | Pkt: Dymała 30 Zb: Wilczek 7 As: Bręk, Dymała po 8 każdy | 2OT | Hala widowiskowo-sportowa, Tychy Widownia: 450 Sędziowie: Grzegorz Dziopak, Damian Kuziora, Michał Szybisty |
| 5 maja 2018 18:00 | Raport | Spójnia Stargard wygrywa serię 3-0.                               |                                      |                                                          | 2OT | Hala widowiskowo-sportowa, Tychy Widownia: 450 Sędziowie: Grzegorz Dziopak, Damian Kuziora, Michał Szybisty |

| 28 kwietnia 2018 19:00 | Raport | Jamalex Polonia 1912 Leszno 66 – 73 Sokół Łańcut | Jamalex Polonia 1912 Leszno 66 – 73 Sokół Łańcut | Jamalex Polonia 1912 Leszno 66 – 73 Sokół Łańcut |  | Trapez, Leszno Sędziowie: Marek Czernek, Jacek Dolski, Tomasz Konopacki |
| 28 kwietnia 2018 19:00 | Raport | Rezultaty w kwartach: 21-19, 21-25, 5-13, 19-16  |                                                  |                                                  |  | Trapez, Leszno Sędziowie: Marek Czernek, Jacek Dolski, Tomasz Konopacki |
| 28 kwietnia 2018 19:00 | Raport | Pkt: Chanas 32 Zb: Milczyński 9 As: Kobel 10     |                                                  | Pkt: Klima 21 Zb: Kulikowski 12 As: K. Zywert 5  |  | Trapez, Leszno Sędziowie: Marek Czernek, Jacek Dolski, Tomasz Konopacki |

| 29 kwietnia 2018 17:00 | Raport | Jamalex Polonia 1912 Leszno 63 – 83 Sokół Łańcut | Jamalex Polonia 1912 Leszno 63 – 83 Sokół Łańcut | Jamalex Polonia 1912 Leszno 63 – 83 Sokół Łańcut                    |  | Trapez, Leszno Sędziowie: Marek Januszonek, Michał Trypuć, Robert Klukowski |
| 29 kwietnia 2018 17:00 | Raport | Rezultaty w kwartach: 14-19, 16-19, 17-21, 16-24 |                                                  |                                                                     |  | Trapez, Leszno Sędziowie: Marek Januszonek, Michał Trypuć, Robert Klukowski |
| 29 kwietnia 2018 17:00 | Raport | Pkt: Kobel 16 Zb: Rostalski 9 As: Sirijatowicz 6 |                                                  | Pkt: M. Zywert 21 Zb: Klima, Kulikowski po 8 każdy As: Włodarczyk 5 |  | Trapez, Leszno Sędziowie: Marek Januszonek, Michał Trypuć, Robert Klukowski |

| 5 maja 2018 17:30 | Raport | Sokół Łańcut 75 – 82 Jamalex Polonia 1912 Leszno | Sokół Łańcut 75 – 82 Jamalex Polonia 1912 Leszno | Sokół Łańcut 75 – 82 Jamalex Polonia 1912 Leszno            |  | Hala MOSiR, Łańcut Widownia: 800 Sędziowie: Janusz Kiełbiński, Mateusz Skorek, Michał Pietrakiewicz |
| 5 maja 2018 17:30 | Raport | Rezultaty w kwartach: 18-28, 24-18, 16-19, 17-17 |                                                  |                                                             |  | Hala MOSiR, Łańcut Widownia: 800 Sędziowie: Janusz Kiełbiński, Mateusz Skorek, Michał Pietrakiewicz |
| 5 maja 2018 17:30 | Raport | Pkt: Klima 18 Zb: Klima 13 As: K. Zywert 8       |                                                  | Pkt: Kobel 16 Zb: trzech zawodników po 7 każdy As: Kobel 10 |  | Hala MOSiR, Łańcut Widownia: 800 Sędziowie: Janusz Kiełbiński, Mateusz Skorek, Michał Pietrakiewicz |

| 6 maja 2018 17:30 | Raport | Sokół Łańcut 87 – 83 Jamalex Polonia 1912 Leszno | Sokół Łańcut 87 – 83 Jamalex Polonia 1912 Leszno | Sokół Łańcut 87 – 83 Jamalex Polonia 1912 Leszno                  |  | Hala MOSiR, Łańcut Widownia: 800 Sędziowie: Marek Czernek, Mirosław Wysocki, Michał Pogon |
| 6 maja 2018 17:30 | Raport | Rezultaty w kwartach: 22-20, 23-17, 18-22, 24-24 |                                                  |                                                                   |  | Hala MOSiR, Łańcut Widownia: 800 Sędziowie: Marek Czernek, Mirosław Wysocki, Michał Pogon |
| 6 maja 2018 17:30 | Raport | Pkt: Klima 21 Zb: Kulikowski 9 As: Zywert 9      |                                                  | Pkt: Chanas, Kaczmarzyk po 19 każdy Zb: Milczyński 9 As: Kobel 12 |  | Hala MOSiR, Łańcut Widownia: 800 Sędziowie: Marek Czernek, Mirosław Wysocki, Michał Pogon |
| 6 maja 2018 17:30 | Raport | Sokół Łańcut wygrywa serię 3-1.                  |                                                  |                                                                   |  | Hala MOSiR, Łańcut Widownia: 800 Sędziowie: Marek Czernek, Mirosław Wysocki, Michał Pogon |

### Mecz o 3. miejsce
| 12 maja 2018 18:00 | Raport | GKS Tychy 105 – 94 Jamalx Polonia 1912 Leszno    | GKS Tychy 105 – 94 Jamalx Polonia 1912 Leszno | GKS Tychy 105 – 94 Jamalx Polonia 1912 Leszno |  | Hala widowiskowo-sportowa, Tychy Sędziowie: Grzegorz Dziopak, Damian Kuziora, Michał Pogon |
| 12 maja 2018 18:00 | Raport | Rezultaty w kwartach: 25-22, 27-22, 20-24, 33-26 |                                               |                                               |  | Hala widowiskowo-sportowa, Tychy Sędziowie: Grzegorz Dziopak, Damian Kuziora, Michał Pogon |
| 12 maja 2018 18:00 | Raport | Pkt: Słupiński 26 Zb: Jankowski 8 As: Kulon 13   |                                               | Pkt: Chanas 22 Zb: Wrona 7 As: Sirijatowicz 5 |  | Hala widowiskowo-sportowa, Tychy Sędziowie: Grzegorz Dziopak, Damian Kuziora, Michał Pogon |

| 19 maja 2018 16:00 | Raport | Jamalax Polonia 1912 Leszno 85 – 67 GKS Tychy     | Jamalax Polonia 1912 Leszno 85 – 67 GKS Tychy | Jamalax Polonia 1912 Leszno 85 – 67 GKS Tychy  |  | Trapez, Leszno Sędziowie: Jacek Dolski, Michał Trypuć, Tomasz Konopacki |
| 19 maja 2018 16:00 | Raport | Rezultaty w kwartach: 23-25, 29-12, 14-15, 19-15  |                                               |                                                |  | Trapez, Leszno Sędziowie: Jacek Dolski, Michał Trypuć, Tomasz Konopacki |
| 19 maja 2018 16:00 | Raport | Pkt: Chanas 20 Zb: Milczyński 9 As: Kobel 7       |                                               | Pkt: Słupiński 24 Zb: Słupiński 10 As: Kulon 4 |  | Trapez, Leszno Sędziowie: Jacek Dolski, Michał Trypuć, Tomasz Konopacki |
| 19 maja 2018 16:00 | Raport | Jamalax Polonia 1912 Leszno wygrywa serię 179:172 |                                               |                                                |  | Trapez, Leszno Sędziowie: Jacek Dolski, Michał Trypuć, Tomasz Konopacki |

### Finał
| 12 maja 2018 18:00 | Raport | Spójnia Stargard 76 – 73 Sokół Łańcut                      | Spójnia Stargard 76 – 73 Sokół Łańcut | Spójnia Stargard 76 – 73 Sokół Łańcut               |  | Hala OSiR, Stargard Sędziowie: Dariusz Nejman, Marek Januszonek, Tomasz Langowski |
| 12 maja 2018 18:00 | Raport | Rezultaty w kwartach: 19-20, 11-15, 18-16, 28-22           |                                       |                                                     |  | Hala OSiR, Stargard Sędziowie: Dariusz Nejman, Marek Januszonek, Tomasz Langowski |
| 12 maja 2018 18:00 | Raport | Pkt: Pabian 18 Zb: trzech zawodników po 8 każdy As: Bręk 8 |                                       | Pkt: M. Zywert 19 Zb: Kulikowski 10 As: K. Zywert 4 |  | Hala OSiR, Stargard Sędziowie: Dariusz Nejman, Marek Januszonek, Tomasz Langowski |

| 13 maja 2018 18:00 | Raport | Spójnia Stargard 105 – 83 Sokół Łańcut           | Spójnia Stargard 105 – 83 Sokół Łańcut | Spójnia Stargard 105 – 83 Sokół Łańcut         |  | Hala OSiR, Stargard Sędziowie: Janusz Kiełbiński, Robert Klukowski, Maciej Krupiński |
| 13 maja 2018 18:00 | Raport | Rezultaty w kwartach: 29-24, 24-22, 25-18, 27-19 |                                        |                                                |  | Hala OSiR, Stargard Sędziowie: Janusz Kiełbiński, Robert Klukowski, Maciej Krupiński |
| 13 maja 2018 18:00 | Raport | Pkt: Pabian 20 Zb: Pabian 10 As: Czujkowski 7    |                                        | Pkt: Klima 19 Zb: Kulikowski 9 As: K. Zywert 8 |  | Hala OSiR, Stargard Sędziowie: Janusz Kiełbiński, Robert Klukowski, Maciej Krupiński |

| 17 maja 2018 18:00 | Raport | Sokół Łańcut 89 – 94 Spójnia Stargard                                                   | Sokół Łańcut 89 – 94 Spójnia Stargard | Sokół Łańcut 89 – 94 Spójnia Stargard       |  | Hala MOSiR, Łańcut Sędziowie: Marek Czernek, Jacek Litawa, Mateusz Skorek |
| 17 maja 2018 18:00 | Raport | Rezultaty w kwartach: 29-22, 13-21, 16-23, 31-28                                        |                                       |                                             |  | Hala MOSiR, Łańcut Sędziowie: Marek Czernek, Jacek Litawa, Mateusz Skorek |
| 17 maja 2018 18:00 | Raport | Pkt: Włodarczyk, M. Zywert po 21 każdy Zb: Klima 13 As: K. Zywert, M. Zywert po 8 każdy |                                       | Pkt: Pabian 20 Zb: Czujkowski 8 As: Bręk 12 |  | Hala MOSiR, Łańcut Sędziowie: Marek Czernek, Jacek Litawa, Mateusz Skorek |
| 17 maja 2018 18:00 | Raport | Spójnia Stargard wygrywa serię 3-0.                                                     |                                       |                                             |  | Hala MOSiR, Łańcut Sędziowie: Marek Czernek, Jacek Litawa, Mateusz Skorek |

## Faza play-out
| 13 kwietnia 2018 18:00 | Raport | Energa Kotwica Kołobrzeg 76 – 64 KK Warszawa    | Energa Kotwica Kołobrzeg 76 – 64 KK Warszawa | Energa Kotwica Kołobrzeg 76 – 64 KK Warszawa                      |  | Hala Milenium, Kołobrzeg Widownia: 150 Sędziowie: Janusz Kiełbiński, Michał Pietrakiewicz, Tomasz Langowski |
| 13 kwietnia 2018 18:00 | Raport | Rezultaty w kwartach: 21-17, 13-20, 20-19, 22-8 |                                              |                                                                   |  | Hala Milenium, Kołobrzeg Widownia: 150 Sędziowie: Janusz Kiełbiński, Michał Pietrakiewicz, Tomasz Langowski |
| 13 kwietnia 2018 18:00 | Raport | Pkt: Grujić 18 Zb: Bodych 8 As: Dzierżak 6      |                                              | Pkt: Wojtyński 26 Zb: Koźluk 9 As: czterech zawodników po 2 każdy |  | Hala Milenium, Kołobrzeg Widownia: 150 Sędziowie: Janusz Kiełbiński, Michał Pietrakiewicz, Tomasz Langowski |

| 14 kwietnia 2018 20:00 | Raport | Energa Kotwica Kołobrzeg 66 – 72 KK Warszawa                                | Energa Kotwica Kołobrzeg 66 – 72 KK Warszawa | Energa Kotwica Kołobrzeg 66 – 72 KK Warszawa |  | Hala Milenium, Kołobrzeg Widownia: 100 Sędziowie: Radosław Szagun, Marcin Gawron, Robert Klukowski |
| 14 kwietnia 2018 20:00 | Raport | Rezultaty w kwartach: 19-19, 20-17, 10-21, 17-15                            |                                              |                                              |  | Hala Milenium, Kołobrzeg Widownia: 100 Sędziowie: Radosław Szagun, Marcin Gawron, Robert Klukowski |
| 14 kwietnia 2018 20:00 | Raport | Pkt: Bodych, Grujić po 16 każdy Zb: Bodych, Grujić po 7 każdy As: Neumann 8 |                                              | Pkt: Hybiak 24 Zb: Koźluk 11 As: Hybiak 3    |  | Hala Milenium, Kołobrzeg Widownia: 100 Sędziowie: Radosław Szagun, Marcin Gawron, Robert Klukowski |

| 21 kwietnia 2018 14:30 | Raport | KK Warszawa 68 – 80 Energa Kotwica Kołobrzeg     | KK Warszawa 68 – 80 Energa Kotwica Kołobrzeg | KK Warszawa 68 – 80 Energa Kotwica Kołobrzeg                 |  | Zespół Obiektów Sportowych Hawajska, Warszawa Widownia: 80 Sędziowie: Marek Januszonek, Grzegorz Łata, Łukasz Łaziński |
| 21 kwietnia 2018 14:30 | Raport | Rezultaty w kwartach: 13-21, 22-26, 21-16, 12-17 |                                              |                                                              |  | Zespół Obiektów Sportowych Hawajska, Warszawa Widownia: 80 Sędziowie: Marek Januszonek, Grzegorz Łata, Łukasz Łaziński |
| 21 kwietnia 2018 14:30 | Raport | Pkt: Wojtyński 23 Zb: Koźluk 10 As: Wojtyński 4  |                                              | Pkt: Dzierżak 17 Zb: Grujić, Rduch po 6 każdy As: Dzierżak 5 |  | Zespół Obiektów Sportowych Hawajska, Warszawa Widownia: 80 Sędziowie: Marek Januszonek, Grzegorz Łata, Łukasz Łaziński |

| 22 kwietnia 2018 18:00 | Raport | KK Warszawa 90 – 92 Energa Kotwica Kołobrzeg                                    | KK Warszawa 90 – 92 Energa Kotwica Kołobrzeg | KK Warszawa 90 – 92 Energa Kotwica Kołobrzeg                       | OT | Zespół Obiektów Sportowych Hawajska, Warszawa Widownia: 80 Sędziowie: Damian Kuziora, Michał Szybisty, Robert Rydz |
| 22 kwietnia 2018 18:00 | Raport | Rezultaty w kwartach: 26-20, 21-24, 20-15, 15-23 OT: 8-10                       |                                              |                                                                    | OT | Zespół Obiektów Sportowych Hawajska, Warszawa Widownia: 80 Sędziowie: Damian Kuziora, Michał Szybisty, Robert Rydz |
| 22 kwietnia 2018 18:00 | Raport | Pkt: Wojtyński 22 Zb: Koźluk 14 As: Wojtyński 4                                 |                                              | Pkt: Dzierżak 17 Zb: czterech zawodników po 6 każdy As: Dzierżak 7 | OT | Zespół Obiektów Sportowych Hawajska, Warszawa Widownia: 80 Sędziowie: Damian Kuziora, Michał Szybisty, Robert Rydz |
| 22 kwietnia 2018 18:00 | Raport | Energa Kotwica Kołobrzeg wygrywa serię 3-1. KK Warszawa spadło do drugiej ligi. |                                              |                                                                    | OT | Zespół Obiektów Sportowych Hawajska, Warszawa Widownia: 80 Sędziowie: Damian Kuziora, Michał Szybisty, Robert Rydz |

| 14 kwietnia 2018 16:30 | Raport | Siarka Tarnobrzeg 85 – 64 SKK Siedlce                         | Siarka Tarnobrzeg 85 – 64 SKK Siedlce | Siarka Tarnobrzeg 85 – 64 SKK Siedlce            |  | Hala MOSiR Wisła, Tarnobrzeg Sędziowie: Adam Krasuski, Paweł Baran, Mateusz Skorek |
| 14 kwietnia 2018 16:30 | Raport | Rezultaty w kwartach: 21-21, 23-22, 15-14, 26-7               |                                       |                                                  |  | Hala MOSiR Wisła, Tarnobrzeg Sędziowie: Adam Krasuski, Paweł Baran, Mateusz Skorek |
| 14 kwietnia 2018 16:30 | Raport | Pkt: Sewioł 22 Zb: Sewioł 16 As: trzech zawodników po 4 każdy |                                       | Pkt: Sobiło 16 Zb: Rajewicz 11 As: Lewandowski 4 |  | Hala MOSiR Wisła, Tarnobrzeg Sędziowie: Adam Krasuski, Paweł Baran, Mateusz Skorek |

| 15 kwietnia 2018 19:30 | Raport | Siarka Tarnobrzeg 65 – 88 SKK Siedlce            | Siarka Tarnobrzeg 65 – 88 SKK Siedlce | Siarka Tarnobrzeg 65 – 88 SKK Siedlce                |  | Hala MOSiR Wisła, Tarnobrzeg Sędziowie: Marek Czernek, Arkadiusz Wojna, Filip Marek |
| 15 kwietnia 2018 19:30 | Raport | Rezultaty w kwartach: 19-29, 10-26, 12-18, 24-15 |                                       |                                                      |  | Hala MOSiR Wisła, Tarnobrzeg Sędziowie: Marek Czernek, Arkadiusz Wojna, Filip Marek |
| 15 kwietnia 2018 19:30 | Raport | Pkt: Nowicki 19 Zb: Nowicki 6 As: Stanios 3      |                                       | Pkt: Król, Nędzi po 19 każdy Zb: Nędzi 18 As: Król 5 |  | Hala MOSiR Wisła, Tarnobrzeg Sędziowie: Marek Czernek, Arkadiusz Wojna, Filip Marek |

| 21 kwietnia 2018 19:00 | Raport | SKK Siedlce 100 – 64 Siarka Tarnobrzeg                             | SKK Siedlce 100 – 64 Siarka Tarnobrzeg | SKK Siedlce 100 – 64 Siarka Tarnobrzeg             |  | Hala OSiR, Siedlce Widownia: 200 Sędziowie: Jacek Dolski, Cezary Kurowski, Jakub Adameczek |
| 21 kwietnia 2018 19:00 | Raport | Rezultaty w kwartach: 37-17, 15-10, 23-20, 25-17                   |                                        |                                                    |  | Hala OSiR, Siedlce Widownia: 200 Sędziowie: Jacek Dolski, Cezary Kurowski, Jakub Adameczek |
| 21 kwietnia 2018 19:00 | Raport | Pkt: Wróbel 21 Zb: Nędzi 10 As: Czosnowski, Lewandowski po 7 każdy |                                        | Pkt: Pabianek 24 Zb: Czyżnielewski 7 As: Stanios 6 |  | Hala OSiR, Siedlce Widownia: 200 Sędziowie: Jacek Dolski, Cezary Kurowski, Jakub Adameczek |

| 22 kwietnia 2018 16:00 | Raport | SKK Siedlce 85 – 68 Siarka Tarnobrzeg                                    | SKK Siedlce 85 – 68 Siarka Tarnobrzeg | SKK Siedlce 85 – 68 Siarka Tarnobrzeg                               |  | Hala OSiR, Siedlce Widownia: 150 Sędziowie: Marek Januszonek, Robert Klukowski, Marcin Gawron |
| 22 kwietnia 2018 16:00 | Raport | Rezultaty w kwartach: 21-14, 29-20, 22-16, 13-18                         |                                       |                                                                     |  | Hala OSiR, Siedlce Widownia: 150 Sędziowie: Marek Januszonek, Robert Klukowski, Marcin Gawron |
| 22 kwietnia 2018 16:00 | Raport | Pkt: Król 20 Zb: Obarek 8 As: Lewandowski 4                              |                                       | Pkt: Czyżnielewski 17 Zb: Pabianek 7 As: Sewioł, Stanios po 4 każdy |  | Hala OSiR, Siedlce Widownia: 150 Sędziowie: Marek Januszonek, Robert Klukowski, Marcin Gawron |
| 22 kwietnia 2018 16:00 | Raport | SKK Siedlce wygrywa serię 3-1. Siarka Tarnobrzeg spadła do drugiej ligi. |                                       |                                                                     |  | Hala OSiR, Siedlce Widownia: 150 Sędziowie: Marek Januszonek, Robert Klukowski, Marcin Gawron |

| 14 kwietnia 2018 17:30 | Raport | Pogoń Prudnik 56 – 58 Zetkama Doral Nysa Kłodzko                                        | Pogoń Prudnik 56 – 58 Zetkama Doral Nysa Kłodzko | Pogoń Prudnik 56 – 58 Zetkama Doral Nysa Kłodzko |  | Obuwnik, Prudnik Widownia: 400 Sędziowie: Grzegorz Dziopak, Damian Kuziora, Michał Szybisty |
| 14 kwietnia 2018 17:30 | Raport | Rezultaty w kwartach: 18-18, 9-13, 15-14, 14-13                                         |                                                  |                                                  |  | Obuwnik, Prudnik Widownia: 400 Sędziowie: Grzegorz Dziopak, Damian Kuziora, Michał Szybisty |
| 14 kwietnia 2018 17:30 | Raport | Pkt: Bogdanowicz, Prostak po 14 każdy Zb: Bogdanowicz, Mordzak po 4 każdy As: Prostak 4 |                                                  | Pkt: Stępień 15 Zb: Jodłowski 6 As: Sanny 2      |  | Obuwnik, Prudnik Widownia: 400 Sędziowie: Grzegorz Dziopak, Damian Kuziora, Michał Szybisty |

| 15 kwietnia 2018 17:30 | Raport | Pogoń Prudnik 77 – 54 Zetkama Doral Nysa Kłodzko                                   | Pogoń Prudnik 77 – 54 Zetkama Doral Nysa Kłodzko | Pogoń Prudnik 77 – 54 Zetkama Doral Nysa Kłodzko |  | Obuwnik, Prudnik Widownia: 450 Sędziowie: Damian Myszka, Marcin Olejnik, Krzysztof Krajewski |
| 15 kwietnia 2018 17:30 | Raport | Rezultaty w kwartach: 27-10, 17-18, 18-13, 15-13                                   |                                                  |                                                  |  | Obuwnik, Prudnik Widownia: 450 Sędziowie: Damian Myszka, Marcin Olejnik, Krzysztof Krajewski |
| 15 kwietnia 2018 17:30 | Raport | Pkt: trzech zawodników po 11 każdy Zb: Nowerski 6 As: Krawczyk, Prostak po 5 każdy |                                                  | Pkt: Jodłowski 13 Zb: Sanny 6 As: Sanny 6        |  | Obuwnik, Prudnik Widownia: 450 Sędziowie: Damian Myszka, Marcin Olejnik, Krzysztof Krajewski |

| 21 kwietnia 2018 19:00 | Raport | Zetkama Doral Nysa Kłodzko 63 – 65 Pogoń Prudnik              | Zetkama Doral Nysa Kłodzko 63 – 65 Pogoń Prudnik | Zetkama Doral Nysa Kłodzko 63 – 65 Pogoń Prudnik | 2OT | Hala KCKSiR, Kłodzko Widownia: 480 Sędziowie: Dariusz Nejman, Paweł Baran, Mirosław Wysocki |
| 21 kwietnia 2018 19:00 | Raport | Rezultaty w kwartach: 16-14, 15-13, 12-15, 12-13 OT: 3-3, 5-7 |                                                  |                                                  | 2OT | Hala KCKSiR, Kłodzko Widownia: 480 Sędziowie: Dariusz Nejman, Paweł Baran, Mirosław Wysocki |
| 21 kwietnia 2018 19:00 | Raport | Pkt: Stępień 20 Zb: Sanny 11 As: Sanny 4                      |                                                  | Pkt: Mordzak 22 Zb: Bogdanowicz 8 As: Krawczyk 4 | 2OT | Hala KCKSiR, Kłodzko Widownia: 480 Sędziowie: Dariusz Nejman, Paweł Baran, Mirosław Wysocki |

| 22 kwietnia 2018 17:00 | Raport | Zetkama Doral Nysa Kłodzko 68 – 81 Pogoń Prudnik                                    | Zetkama Doral Nysa Kłodzko 68 – 81 Pogoń Prudnik | Zetkama Doral Nysa Kłodzko 68 – 81 Pogoń Prudnik                       |  | Hala KCKSiR, Kłodzko Sędziowie: Adam Krasuski, Damian Myszka, Krzysztof Krajewski |
| 22 kwietnia 2018 17:00 | Raport | Rezultaty w kwartach: 18-21, 17-18, 15-20, 18-22                                    |                                                  |                                                                        |  | Hala KCKSiR, Kłodzko Sędziowie: Adam Krasuski, Damian Myszka, Krzysztof Krajewski |
| 22 kwietnia 2018 17:00 | Raport | Pkt: Wojciechowski 26 Zb: trzech zawodników po 5 każdy As: Sanny 4                  |                                                  | Pkt: Strzelecki 18 Zb: Nowakowski, Strzelecki po 8 każdy As: Prostak 9 |  | Hala KCKSiR, Kłodzko Sędziowie: Adam Krasuski, Damian Myszka, Krzysztof Krajewski |
| 22 kwietnia 2018 17:00 | Raport | Pogoń Prudnik wygrała serię 3-1. Zetkama Doral Nysa Kłodzko spadła do drugiej ligi. |                                                  |                                                                        |  | Hala KCKSiR, Kłodzko Sędziowie: Adam Krasuski, Damian Myszka, Krzysztof Krajewski |

## Klasyfikacja końcowa
| Lp. | Drużyna                                     |
| --- | ------------------------------------------- |
| 1.  | Spójnia Stargard                            |
| 2.  | Sokół Łańcut                                |
| 3.  | Jamalax Polonia 1912 Leszno                 |
| 4.  | GKS Tychy                                   |
| 5.  | R8 Basket AZS Politechnika Kraków           |
| 6.  | Polfarmex Kutno                             |
| 7.  | Elektrobud-Investment Znicz Basket Pruszków |
| 8.  | Biofarm Basket Poznań                       |
| 9.  | WKS Śląsk Wrocław                           |
| 10. | Enea Astoria Bydgoszcz                      |
| 11. | Energa Kotwica Kołobrzeg                    |
| 12. | Pogoń Prudnik                               |
| 13. | SKK Siedlce                                 |
| 14. | Siarka Tarnobrzeg                           |
| 15. | Zetkama Doral Nysa Kłodzko                  |
| 16. | KK Warszawa                                 |
| 17. | KSK Noteć Inowrocław                        |